# Eliseo Reyes Rodríguez
Eliseo Reyes Rodríguez, també conegut pel nom de guerra «Capitán San Luis» o «Rolando», (San Luis, província de Santiago de Cuba, 27 d'abril de 1940 - Bolívia, 25 d'abril de 1967) fou un polític i guerriller socialista cubà.
Reyes va néixer el 27 d'abril de 1940 a la finca Santa Isabel, del barri de Chamarreta, a San Luis, Oriente, actual província de Santiago de Cuba. El 1953, amb només 13 anys, s'assabentà de les accions clandestines del Moviment 26 de Juliol i s'inclinà cap a la lluita Armada per la Revolució cubana. El 1957 s'hi incorporà com a missatger de la Columna 4 de l'Exèrcit Rebel cubà. Va ascendir a la jerarquia militar per les seves accions de rebuig a l'ofensiva de la dictadura de Batista l'estiu de 1958 i a la campanya invasora a Las Villas, sempre sota les ordres del Che Guevara.
Amb el triomf de la Revolució cubana va estar al front del Ministeri de l'Interior (MININT) a Pinar del Río, a la lluita contra la contrarevolució interna en aquesta zona. Els seus mèrits van fer que fos escollit pel primer comitè central del Partit Comunista de Cuba.
A finals de 1966, el Che Guevara el va escollir pel destacament de reforços que combatria a les selves de Bolívia. Poc després, el mateix Che el describiria com "el quadre més complet, tant en allò polític com militar, de tots els components de la guerrilla".
Reyes morí en combat el 25 d'abril de 1967 durant una emboscada contra la guerrilla realitzada a la finca El Mesón, entre Ticucha i el riu Iquira, dos dies abans de complir 27 anys. Després de la seva mort, el Che escriuria en el seu diari: «Hem perdut el millor home de la guerrilla, i naturalment, un del de seus pilars. Company meu des que, sent gairebé un nen, era missatger de la columna 4, fins a la invasió i aquesta nova aventura revolucionària. De la seva mort fosca només cal dir, per un hipotètic futur, que pogués cristal·litzar: El teu petit cadàver de capità valent s'ha estès immensament la seva metàl·lica forma».